# Ferrimuirita
La ferrimuirita és un mineral de la classe dels silicats.

## Característiques
La ferrimuirita és un silicat de fórmula química Ba₁₀(Ca₂Fe³⁺₂)[Si₈O₂₄]O₂Cl₁₀. Va ser aprovada com a espècie vàlida per l'Associació Mineralògica Internacional en el mes de gener de l'any 2024, i encara resta pendent de publicació. Cristal·litza en el sistema tetragonal.
L'exemplar que va servir per a determinar l'espècie, el que es coneix com a material tipus, es troba conservat a les col·leccions mineralògiques del Museu Canadenc de la Natura, al Quebec (Canadà), amb el número de catàleg: CMNMC 91404.

## Formació i jaciments
Va ser descoberta a Gun claim, a prop del mont Itsi (Yukon, Canadà), sent aquest indret l'únic a tot el planeta on ha estat descrita aquesta espècie mineral.